# USS Delbert D. Black (DDG-119)
El USS Delbert D. Black (DDG-119) es el 69.º destructor de la clase Arleigh Burke de la Armada de los Estados Unidos. Fue bautizado en honor a Delbert D. Black, primer suboficial de la marina en ocupar el cargo de Master Chief Petty Officer of the Navy (de 1967 a 1971).

## Construcción

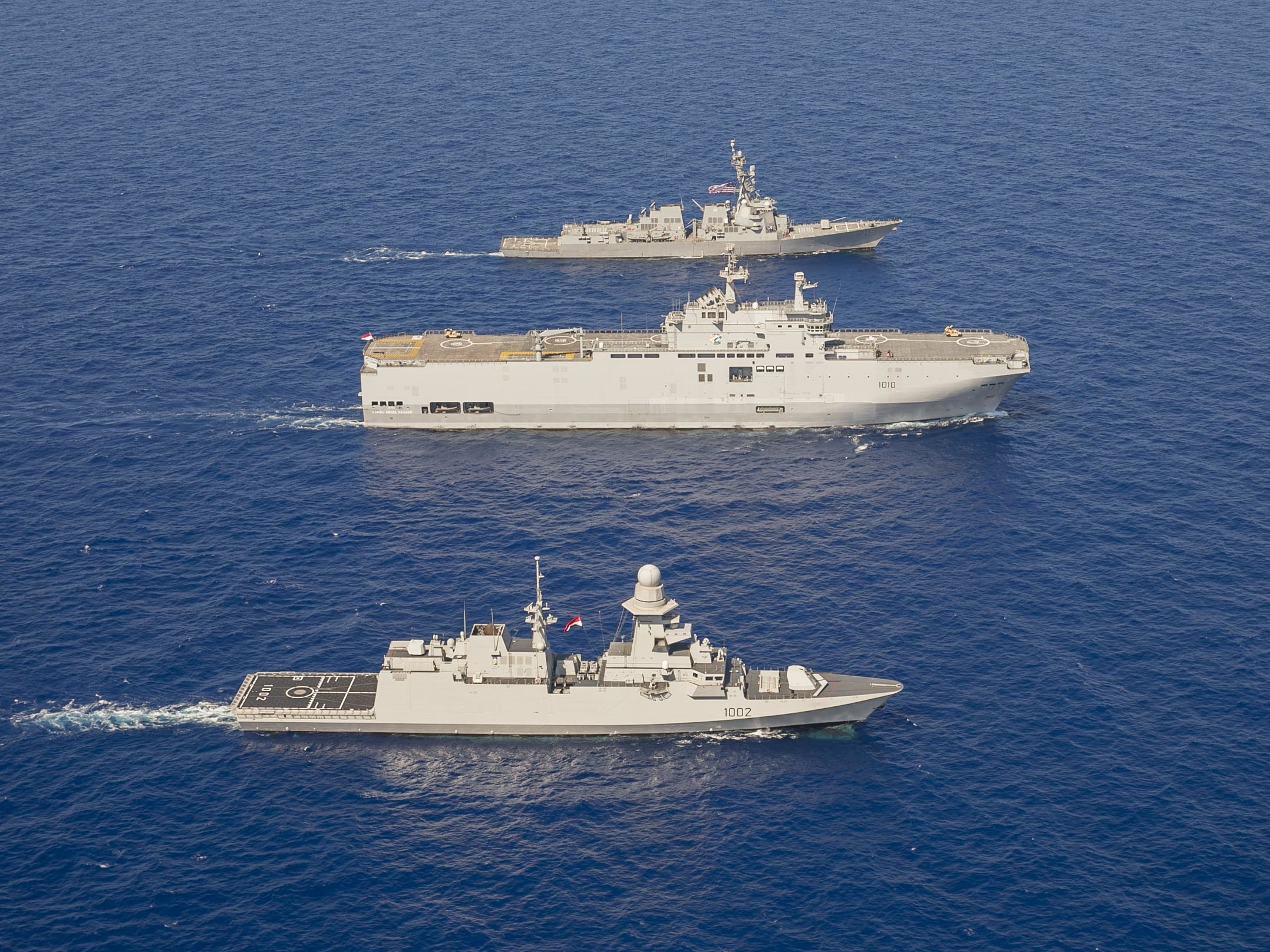
El USS Delbert D. Black (DDG-119) navegando con dos buques egipcios en el año 2022.

Fue su constructor el Ingalls Shipbuilding (Pascagoula, Misisipi). Fue colocada su quilla el 23 de mayo de 2016. Fue botado su casco el 8 de septiembre de 2017; fue bautizado el 4 de noviembre del mismo año siendo amadrinado por la viuda del suboficial Black. Y fue asignado el 26 de septiembre de 2020.